# 1,4-dicloro-2-buteno
El 1,4-dicloro-2-buteno o 1,4-diclorobut-2-eno es un compuesto orgánico de fórmula molecular C4H6Cl2. Es un haloalqueno lineal de cuatro carbonos con dos átomos de cloro unidos a cada uno de los carbonos terminales y un doble enlace en el medio de la cadena carbonada.
Existen dos esteroisómeros de este compuesto, cis y trans.

## Propiedades físicas y químicas
A temperatura ambiente, el 1,4-dicloro-2-buteno es un líquido incoloro de olor dulce, penetrante con una densidad superior a la del agua, ρ = 1,183 g/cm³. Su punto de ebullición es 74 - 76 °C y su punto de fusión 1 - 3 °C.
El valor del logaritmo de su coeficiente de reparto, logP ≃ 1,97, indica que es más soluble en disolventes apolares que en disolventes polares como el agua.

## Síntesis
El 1,4-dicloro-2-buteno se prepara por cloración del butadieno, en fase líquida, en presencia de disolventes clorados y un catalizador de transferencia de fase. La proporción entre disolvente y butadieno es de 10:1 a 25:1, mientras que la concentración de butadieno en el disolvente clorado es de 3% a 5%. De este forma, se obtienen como productos 3,4-dicloro-1-buteno, 1,2,3,4-tetraclorobutano y 1,4-dicloro-2-buteno, que se separan por destilación, siendo el 1,4-dicloro-2-buteno el producto superior de la columna de destilación.

## Usos
El 3,4-dicloro-1-buteno, precursor del cloropreno, puede prepararse por isomerización del 1,4-dicloro-2-buteno usando como catalizador trifenilfosfina o diversos sulfuros de dialquilo en presencia de haluros de cobre. Dicha reacción puede también llevarse a cabo por medio de compuestos de fórmula CpFe(CO)2X, siendo Cp un derivado de ciclopentadienilo y X un halógeno.
El 1,2,3,4-tetraclorobutano se sintetiza por cloración de trans-1,4-dicloro-2-buteno en presencia de óxido nítrico a alta temperatura; dicha temperatura puede reducirse si se incorpora el cloro a un disolvente orgánico como dimetilformamida.
Asimismo, la dihidroxilación asimétrica del 1,4-dicloro-2-buteno permite obtener 1,4-dicloro-2,3-butanodiol. Para esta reacción se emplea la mezcla de reactivos AD-mix-β, bicarbonato sódico y metanosulfonamida (MsNH2), consiguiéndose un rendimiento del 94%.
Haciendo reaccionar 1,4-dicloro-2-buteno con cianuro sódico se prepara 3-hexenodinitrilo. La posterior hidrogenación de este compuesto resulta en la formación de adiponitrilo, importante precursor del nylon-6,6:
ClCH2CH=CHCH2Cl  +  2 NaCN  →  NCCH2CH=CHCH2CN  +  2 NaCl
NCCH2CH=CHCH2CN  +  H2  →  NC(CH2)4CN
El 1,4-dicloro-2-buteno también se ha utilizado (tanto su isómero cis como el trans) en la síntesis de 1,3-dienos: ello se lleva a cabo mediante reacciones de inserción migratoria de derivados de alquil- y alquenilbis-(η5-ciclopentadienil)circonio.
Este cloroalqueno, por reacción con malonato de dietilo, es precursor en la síntesis de vigabatrina (ácido RS)-4-aminohex-5-enoico), agente antiepiléptico que inhibe el catabolismo del GABA por inhibición de la transaminasa GABA.

## Precauciones
El 1,4-dicloro-2-buteno es un producto combustible que tiene su punto de inflamabilidad a 11 °C y su temperatura de autoignición a 455 °C.
A partir de datos carcinogénicos y neoplastigénicos experimentales, se ha confirmado que este compuesto es cancerígeno. En este aspecto, es un teratógeno experimental que puede producir mutaciones.